# Leioproctus decoloratus
Leioproctus decoloratus är en biart som först beskrevs av Adolpho Ducke 1908.  Leioproctus decoloratus ingår i släktet Leioproctus och familjen korttungebin. Inga underarter finns listade i Catalogue of Life.